# Фатма-султанија (ћерка Селима II)
Султанија Фатма (тур. Fatma Sultan) била је најмлађа ћерка османског султанa Селима II и Нурбану-султаније и омиљена сестра Мурата III.

## Живот и смрт
Фатма је била Селимова ћерка и последње дете рођено пре Селимовог ступања на престо. Рођена је у Конији 1559. године. Веровало се у почетку да султанија Нурбану није била њена мајка, али према последњим истраживањима, утврђено је да она ипак јесте била кћи султаније Нурбану.
У мају 1575. године  удала се за Канијели Сијавуш-пашу (умро 1602), намесника Румелије и на крају великог везира (1582–1584, 1586–1589, 1592–1593). Стефан Герлах , први помоћник амбасадора Светог римског царства је био у Истанбулу од 1573. до 1578. године, и забележио је реч да је Сијавуш првобитно био роб кога је Фатмин отац Селим купио као дечака за 500 дуката и почео да га сматра као своје дете. У вољи султана Селима је било да се овај брак уговори, који је непосредно пре његове смрти склопио.
Фатмин мираз износио је око 5000 дуката. Брак је био срећан, о чему говори и чињеница да је 1584. године молила свог брата Мурата III да поштеди живот Сијавуш-паши када је пао у немилост султана. Сијавуш-пашин лекар, Мојсије Бенвенисте, често је био на вечери са паром. 

## Потомство
Султанија Фатма је имала четири сина и кћерку. Три сина су јој умрла у раном детињству. Само ју је један син надживео:
- Синан-бег (1575 — април 1599); умро од болести. Сахрањен поред свог оца.

## Смрт
Фатма султанија је умрла 24. јуна 1590. године у Истанбулу на порођају од последица превременог рођења њене ћерке. Сахрањена је у маузолеју свог оца султана Селима II у џамији Аја Софија.